# Volumetrische Beleuchtung

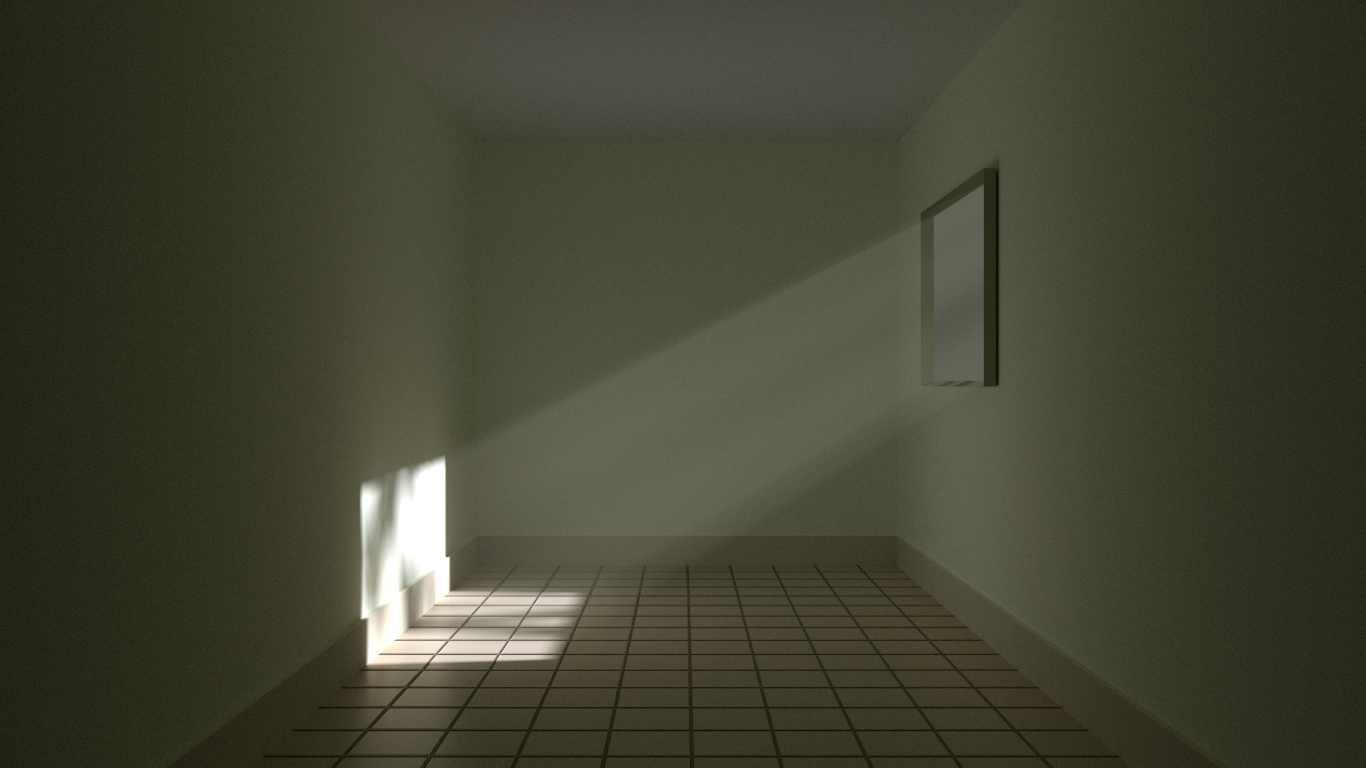
Ein Rendering eines volumetrischen Lichts, das durch das Fenster scheint.

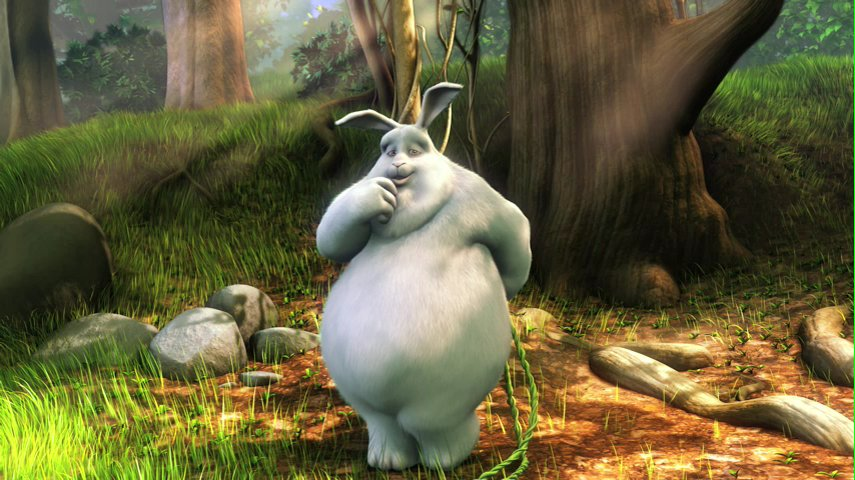
Waldszene aus Big Buck Bunny, das durch die Blätter scheinendes, volumetrisches Licht zeigt.

Volumetrische Beleuchtung ist eine Technik der 3D-Computergrafik, die z. B. in Computerspielen und 3D-Grafiksuiten wie Blender eingesetzt wird. Sie ermöglicht das Sichtbarmachen von Lichtstrahlen. Dabei wird der von einer Lichtquelle ausgehende Lichtkegel als transparentes dreidimensionales Objekt modelliert und kann somit als Container eines Volumens angesehen werden. Somit entsteht die Möglichkeit, Effekte auf durch dieses Volumen gehende Medien (wie Rauch, Staub, Nebel oder Dampf) anzuwenden, also z. B. die Streuung des Lichts an kleinen Staubpartikeln zu simulieren.